# Kościół św. Piotra w Hamburgu

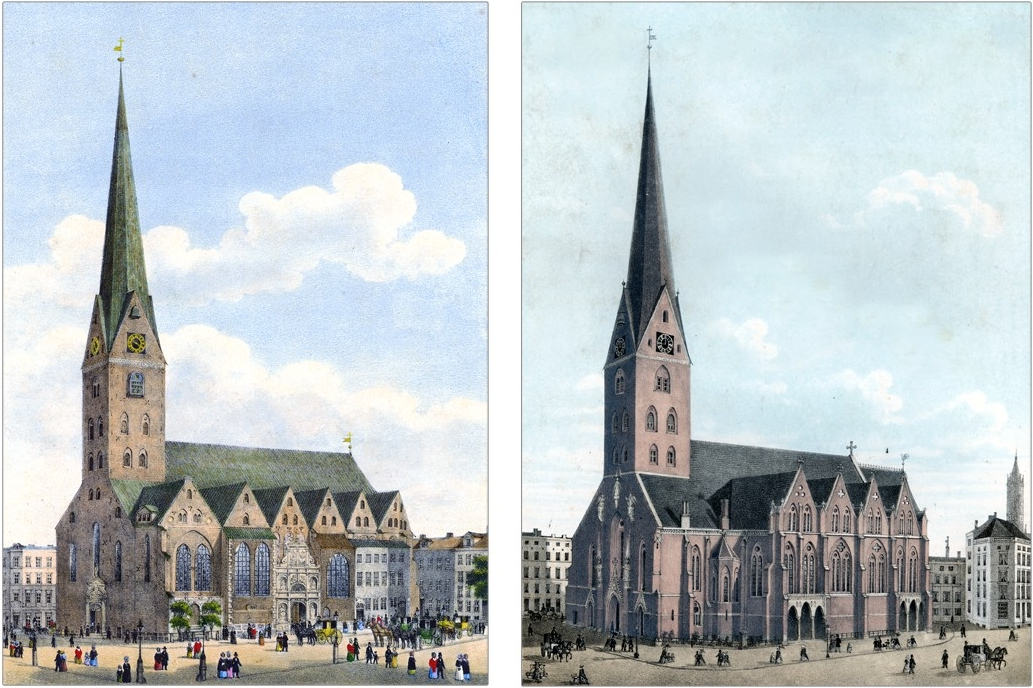
Kościół św. Piotra przed wielkim pożarem Hamburga w 1842 i po nim

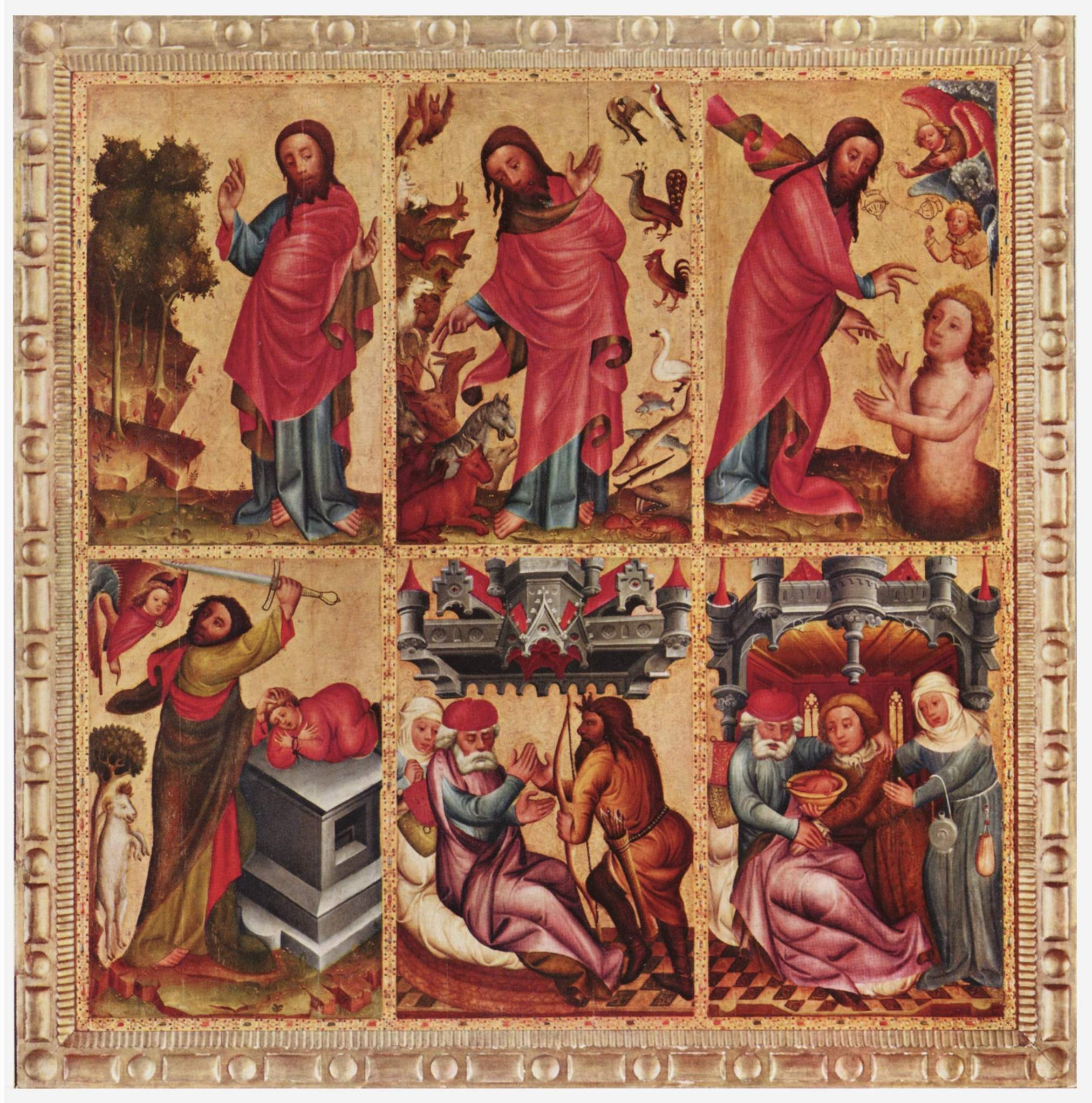
Mistrz Bertram, fragment cyklu Genesis dawnego ołtarza głównego. Obecnie w Kunsthalle

Kościół św. Piotra w Hamburgu (niem. Hauptkirche Sankt Petri (Hamburg)) – wspólnoty ewangelicko-augsburskiej jest jednym z pięciu głównych kościołów Starego Miasta i najstarszym kościołem parafialnym w mieście. Nosi wezwanie św. Piotra. Jest położony przy Mönckebergstrasse. Znajduje się na wysokości 9,48 m n.p.m.  i stanowi, włącznie z wieżą, najwyższy punkt na hamburskim Starym Mieście.
W 1838 parafia kościoła św. Piotra liczyła ok. 10700 członków; dziś (pocz. XXI w.) składa się z zaledwie ok. 100 osób. Natomiast współpracuje z nią ok. 300 osób, głównie w charakterze wolontariuszy; są to: pastorzy, szefowie chórów, rzemieślnicy i pracownicy pomocy społecznej.

## Historia
Można przypuszczać, że miejsce dzisiejszego kościoła pokrywało się z pierwotnym Hammaburg i że znajdowały się tu wcześniejsze kościoły. Pierwszy kościół św. Piotra powstał prawdopodobnie na początku XII w. W 1195 jest wzmiankowany po raz pierwszy jako kościół targowy. Okolu 1310 rozpoczęto wznoszenie gotyckiej, trójnawowej świątyni, która była gotowa w 1418. Inskrypcja na ozdobnej kołatce z brązu w kształcie głowy lwa, najstarszym zachowanym dziele sztuki w Hamburgu, informuje o położeniu kamienia węgielnego pod budowę wieży kościelnej w 1342. Była gotowa w 1516 i przewyższyła wieżę stojącej w pobliżu Katedry Mariackiej.
W latach 1804–1807 kościół św. Piotra służył, podobnie jak wiele innych kościołów, jako stajnia oddziałom napoleońskim. Kościół św. Piotra spłonął w 1842 w wielkim pożarze Hamburga. Większość dzieł sztuki, w tym słynną kołatkę do drzwi w kształcie głowy lwa udało się jednak uratować. Natychmiast po pożarze postanowiono odbudować kościół według pierwotnych, średniowiecznych planów. Zadania tego podjęli się architekci Alexis de Chateauneuf i Hermann Peter Fersenfeldt. Kościół odbudowano w latach 1844-1949 natomiast wieżę w latach 1866-1878; jej hełm, pokryty miedzianą blachą, zaprojektował Johann Maack.
W pierwszej połowie XX wieku parafia kościoła św. Piotra straciła wielu członków ponieważ zdecydowano się wyburzyć część zabudowy mieszkaniowej, aby zrobić miejsce pod domy towarowe i biurowce.
Kościół przetrwał okres drugiej wojny światowej zasadniczo bez większych uszkodzeń. W 1962, podczas budowy w pobliżu kościoła centrum parafialnego odkryto fundamenty średniowiecznej tzw. wieży biskupiej.
W 1979 kościół był okupowany przez protestujących przeciwników energii atomowej; wśród nich był późniejszy główny pastor kościoła, Christoph Störmer.
W 1995 odrestaurowano portal wejściowy.
W latach 2005–2007 miała miejsce renowacja zachodniej i południowej fasady kościoła. Budynek kościoła spowiła z tej okazji olbrzymia reklama firmy  H&M, która wyłożyła fundusze na renowację.

## Architektura
Kościół św. Piotra jest, jak przed wiekami, trójnawową, gotycką w formie świątynią, z bocznymi kaplicami. Fasada zachodnia zwieńczona jest wieżą, która wznosi się na wysokość 132,20 m; na jej wierzchołek wewnątrz prowadzą 544 stopnie schodów. Na wysokości 123 m znajduje się punkt obserwacyjny, z którego, poprzez świetlik, rozciąga się doskonały widok na całe centrum miasta.
Na wieży kościelnej zawieszone są trzy dzwony w tonacji: g°-b°-d'. Dwa pierwsze, największe były odlane w ludwisarni Franza Schillinga w Apoldzie. Trzeci dzwon, najmniejszy, pochodzi z Drezna, gdzie został odlany w roku 1878.
Największy dzwon, noszący wezwanie św. Piotra i Pawła waży 6275 kg i ma średnicę 213 cm.

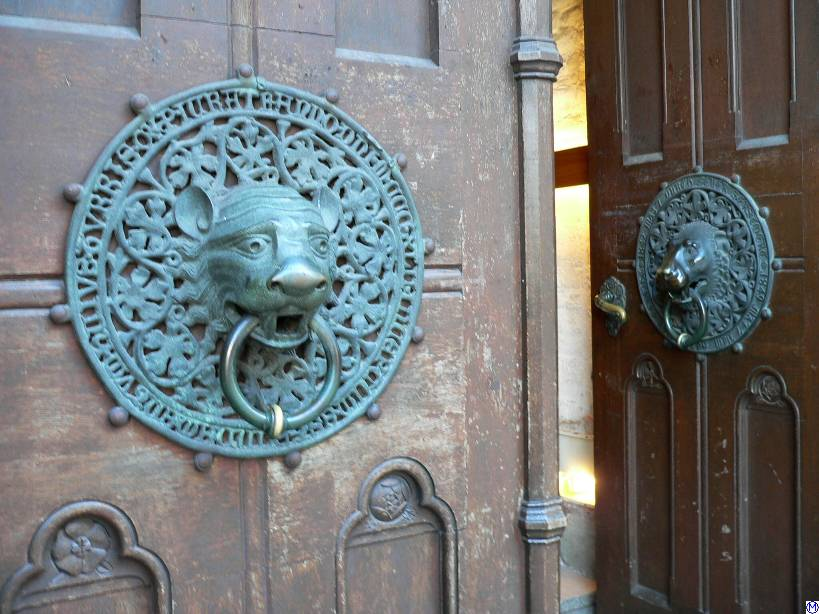
Ozdobna kołatka na drzwiach wejściowych

Najbardziej znanym dziełem sztuki w kościele św. Piotra pozostaje, wspomniana już, wielka, ozdobna kołatka w kształcie głowy lwa na drzwiach wejściowych w portalu zachodnim.
Z pozostałych dzieł sztuki warto wymienić znajdujący się pierwotnie w kościele św. Piotra a od 1900 w Kunsthalle w Hamburgu retabulum ołtarza głównego (Grabower Altar), dzieło Mistrza Bertrama z Minden z lat 1379-1383. Namalowanie obrazu zlecił Mistrzowi z Minden Wilhelm Horborch, syn patrycjuszów, nuncjusz papieski i diakon katedralny. Wsparł go w tym dziele jego brat Bertram Horborch, który był w latach 1366-1396 burmistrzem Hamburga i nosił ponadto tytuł ”Protektora św. Piotra”. Jako że program obrazu jest stosunkowo prosty, można założyć, że obaj bracia zlecając jego namalowanie renomowanemu  artyście zrobili to po to, żeby zwiększyć prestiż rodziny i zasłużyć się jako darczyńcy.
W północnej nawie kościoła znajduje się malowidło z ok. 1460 przedstawiające św. Ansgara z inskrypcją „Apostoł Północy”. Przy jednym z filarów pod chórem znajduje się drewniany posąg tego samego świętego z modelem Katedry Mariackiej, którą sam założył. Rzeźba pochodzi z lat 1480-1483 a jej autorem jest Bernt Notke.
Z XVIII wieku pochodzą 2 olejne obrazy Gottfrieda Libalta: Jacobs Traum (Sen Jakuba) i Christi Geburt (Narodziny Chrystusa).
Obrazy te zostały uszkodzone w wyniku ataku wandala w 1977, który oblał je kwasem; zostały jednak odrestaurowane i od października 2001 ponownie udostępnione zwiedzającym.
Malowidło Weihnachten 1813 in St. Petri (Boże Narodzenie 1813 w kościele św. Piotra) ukazuje mieszczan hamburskich, którzy za odmowę dostarczenia prowiantu żołnierzom armii napoleońskiej zostali uwięzieni w kościele.
Na fasadzie kościoła znajdują się neogotyckie rzeźby ewangelistów. Godna uwagi jest też nowoczesna rzeźba z brązu przedstawiająca męczennika Dietricha Bonhoeffera, ubranego w zakonny habit, ze związanymi rękami; autorem rzeźby jest Fritz Fleer.
Organy kościelne są dziełem współczesnym – powstały w latach 50. Ich budowniczym jest Rudolf von Beckerath a autorem dyspozycji Helmut Tramnitz. Organy przeszły w 2006 gruntowną restaurację i rozbudowę, których koszt pokryto wyłącznie z datków. Organy podzielone są na 4 manuały i pedał i mają 66 głosów i 4724 piszczałek. Oprócz nich w kościele są jeszcze mniejsze organy w prezbiterium oraz w kaplicy św. Marcina.